# 미라 아와드
미라 아와드(히브리어: מירה עווד, 아랍어: ميرا عوض, 1975년 6월 11일 ~ )는 이스라엘의 가수이다. 아히노암 니니와 함께 유로비전 송 콘테스트 2009에 이스라엘 대표로 참가했다.